# Amélie Wabehi
Amélie Wabehi ou Wabehi ou encore Wab's est une artiste comédienne ivoirienne réputée pour son caractère de Lionne et sa colère avec son amie Clémentine Papouet. Elle fait partie de la troupe des comédiens des Guignols d'Abidjan et de Ma famille. Elle a aussi joué dans la série télévisée Qui fait ça ?

## Biographie
Amélie Wabéhi a commencé sa carrière professionnelle par le théâtre en 1992 avec Les Guignols d'Abidjan. Avec cette troupe, elle joue son premier rôle cinématographique dans le film Coupable tradition réalisé par Nabintou Coulibaly.

## Filmographie sélective
- 1994 : Coupable tradition
- 2002 : Ma famille

## Théâtre
- Les Guignols d'Abidjan